# Juan Marcos Angelini
Juan Marcos Angelini (Carreras, Provincia de Santa Fe, 21 de octubre de 1986 - Ibídem, 23 de septiembre de 2018) fue un piloto argentino de automovilismo. Compitió en diferentes campeonatos de automovilismo de su país, destacándose principalmente su incursión en las divisiones de la Asociación Corredores de Turismo Carretera, donde además de ser reconocido como referente de la marca Dodge, supo ser subcampeón de TC Pista en 2007. Tras este título, obtuvo el ascenso al Turismo Carretera donde compitió hasta sus últimos días. Durante su paso por esta divisional, supo conquistar tres triunfos en sus once años de carrera. Su victoria en el Autódromo Ciudad de Nueve de Julio en 2010, lo convirtió en el piloto número 195 de historial de ganadores del Turismo Carretera.
Sus inicios tuvieron lugar en la Fórmula Renault Argentina, donde en el año 2005 fue subcampeón de Lucas Benamo, mientras que también supo incursionar en la Clase 3 del Turismo Nacional, donde compitió en dos etapas, siendo la primera un breve paso en 2010 y la segunda entre 2015 y 2016.
Falleció el 23 de septiembre de 2018, como consecuencia de un accidente aéreo mientras probaba una avioneta de su propiedad. Su deceso se produjo un mes antes de cumplir 32 años de edad.

## Trayectoria deportiva
| Temporada | Categoría                         | Equipo                | Coche               | Carreras | Victorias | Podios | Poles | VR | Puntos | Pos. |
| --------- | --------------------------------- | --------------------- | ------------------- | -------- | --------- | ------ | ----- | -- | ------ | ---- |
| 2002      | Fórmula Renault Argentina         |                       | Crespi-Renault      | 11       | 1         | 1      | 0     | 0  | 35.00  | 13.º |
| 2003      | Fórmula Renault Argentina         |                       | Crespi-Renault      | 14       | 1         | 1      | 0     | 0  | 50.00  | 9.º  |
| 2004      | Fórmula Renault Argentina         |                       | Crespi-Renault      | 14       | 3         | 5      | 4     | 2  | 105.00 | 4.º  |
| 2005      | Fórmula Renault Argentina         |                       | Crespi-Renault      | 14       | 3         | 6      | 3     | 5  | 120.00 | 2.º  |
| 2006      | TC Pista                          | Castellano Power Team | Dodge Cherokee      | 16       | 0         | 3      | 0     | 3  | 123.00 | 9.º  |
| 2007      | TC Pista                          | Castellano Power Team | Dodge Cherokee      | 16       | 3         | 8      | 1     | 1  | 225.50 | 2.º  |
| 2008      | Turismo Carretera                 | Castellano Power Team | Dodge Cherokee      | 13       | 0         | 0      | 0     | 0  | 59.00  | 24.º |
| 2009      | Turismo Carretera                 | Castellano Power Team | Dodge Cherokee      | 3        | 0         | 0      | 0     | 0  | 38.50  | 36.º |
| 2009      | Turismo Carretera                 | JC Competición        | Chevrolet Chevy     | 11       | 0         | 0      | 0     | 0  | 38.50  | 36.º |
| 2009      | Turismo Carretera                 | Dole Racing           | Torino Cherokee     | 2        | 0         | 0      | 0     | 0  | 38.50  | 36.º |
| 2010      | Turismo Carretera                 | UR Racing             | Dodge Cherokee      | 14       | 1         | 1      | 1     | 1  | 121.25 | 15.º |
| 2010      | TC 4000 Standard Santafesino      | Faín Competición      | Ford Falcon         | 1        | 0         | 0      | 0     | 0  | 0.00   | Inv. |
| 2011      | Turismo Carretera                 | UR Racing             | Dodge Cherokee      | 16       | 1         | 2      | 1     | 1  | 133.25 | 10.º |
| 2011      | Clase 3 del Turismo Nacional      | GC Competición        | Ford Focus          | 7        | 0         | 0      | 0     | 0  | 21.00  | 33.º |
| 2011      | Torneo de Invitados del TC Mouras | CAR Racing            | Dodge Cherokee      | 3        | 0         | 0      | 0     | 0  | 4.50   | 23.º |
| 2012      | Turismo Carretera                 | UR Racing             | Dodge Cherokee      | 16       | 0         | 0      | 0     | 0  | 110.50 | 17.º |
| 2013      | Turismo Carretera                 | UR Racing             | Dodge Cherokee      | 16       | 0         | 1      | 2     | 2  | 281.00 | 17.º |
| 2013      | Torneo de Invitados del TC Mouras | Álvarez Competición   | Ford Falcon         | 3        | 0         | 0      | 0     | 0  | 28.00  | 12.º |
| 2014      | Turismo Carretera                 | UR Racing             | Dodge Cherokee      | 16       | 0         | 0      | 0     | 0  | 358.25 | 10.º |
| 2014      | Torneo de Invitados del TC Mouras | Canapino Sport        | Chevrolet Chevy     | 2        | 0         | 0      | 0     | 0  | 42.50  | 7.º  |
| 2014      | Torneo de Invitados del TC Mouras | UR Racing             | Dodge Cherokee      | 1        | 0         | 0      | 0     | 0  | 42.50  | 7.º  |
| 2015      | Turismo Carretera                 | UR Racing             | Dodge Cherokee      | 16       | 1         | 2      | 0     | 0  | 329.75 | 12.º |
| 2015      | Clase 3 del Turismo Nacional      | UR Racing             | Volkswagen Vento II | 5        | 0         | 0      | 0     | 1  | 29.00  | 33.º |
| 2016      | Turismo Carretera                 | UR Racing             | Dodge Cherokee      | 16       | 0         | 0      | 0     | 0  | 518.00 | 7.º  |
| 2016      | Clase 3 del Turismo Nacional      | UR Racing             | Volkswagen Vento II | 12       | 2         | 2      | 0     | 0  | 146.00 | 10.º |
| 2017      | Turismo Carretera                 | UR Racing             | Dodge Cherokee      | 15       | 0         | 0      | 0     | 0  | 310.50 | 18.º |
| 2017      | Torneo de Invitados del TC Mouras | Martínez Competición  | Ford Falcon         | 3        | 1         | 1      | 0     | 0  | 47.50  | 10.º |
| 2018      | Turismo Carretera                 | Corven UR Racing      | Dodge Cherokee      | 10       | 0         | 1      | 0     | 0  | 221.00 | 29.º |
| 2018      | Torneo de Invitados del TC Mouras | Pana Sport            | Dodge Cherokee      | 4        | 1         | 2      | 1     | 1  | 54.00  | 10.º |
| Fuente:   |                                   |                       |                     |          |           |        |       |    |        |      |

## Resultados

### Victorias en el Turismo Carretera
| Carrera n.º | Fecha                    | Circuito                 | Competencia                    | Automóvil      |
| ----------- | ------------------------ | ------------------------ | ------------------------------ | -------------- |
| 1110        | 05 de septiembre de 2010 | Ciudad de Nueve de Julio | Gran Premio Plusmar            | Dodge Cherokee |
| 1123        | 03 de julio de 2011      | Ciudad de Rafaela        | Gran Premio SpeedAgro          | Dodge Cherokee |
| 1187        | 12 de julio de 2015      | Termas de Rio Hondo      | Gran Premio de Termas, Final B | Dodge Cherokee |

- Total: 3 victorias entre 2010 y 2018[9]

### TC 2000
| Año      | Equipo      | Auto          | 1    | 2    | 3    | 4    | 5   | 6   | 7     | 8     | 9  | 10 | 11    | 12 | 13 | 14     | 15     | 16    | 17  | 18  | 19  | 20     | Res. | Puntos |
| -------- | ----------- | ------------- | ---- | ---- | ---- | ---- | --- | --- | ----- | ----- | -- | -- | ----- | -- | -- | ------ | ------ | ----- | --- | --- | --- | ------ | ---- | ------ |
| 2017     | Riva Racing | Peugeot 408 I | AG I | AG I | BA I | BA I | CDU | CDU | PAR I | PAR I | RC | RC | BA II | SL | SL | PAR II | PAR II | AG II | SMM | CON | CON | BA III | -    | -      |
| 2017     | Riva Racing | Peugeot 408 I |      |      |      |      |     |     |       | Ret   |    |    |       |    |    |        |        |       |     |     |     |        | -    | -      |
| Fuentes: |             |               |      |      |      |      |     |     |       |       |    |    |       |    |    |        |        |       |     |     |     |        |      |        |

- Notas
  1. ↑  Inhabilitado para sumar puntos por ser invitado.
  2. ↑  Invitado de Richard Rolando.

## Palmarés
| Título     | Categoría           | Marca          | Año  |
| ---------- | ------------------- | -------------- | ---- |
| Subcampeón | Fórmula Renault 1.6 | Crespi-Renault | 2005 |
| Subcampeón | TC Pista            | Dodge Cherokee | 2007 |
| Fuente:    |                     |                |      |